# Behind the Front
Behind the Front (español: Detrás del frente) es el álbum debut del grupo The Black Eyed Peas (en aquel momento se llamaban Black Eyed Peas sin el The delante). Este es el álbum donde se presenta oficialmente a Taboo.

## Antecedentes
La mayoría de los temas eran maquetas para el álbum Grass Roots, con versos añadidos por el nuevo miembro Taboo. La canción «Joints & Jam» apareció en la banda sonora de la película Bulworth, donde aparecía como «Joints & Jams». «Be Free» también aparece en la película She's All That. En la contraportada, «Skit 3» aparece después de «Duet», cuando en realidad aparece después de «Communication». Este fue su único álbum de estudio que se publicó en versión Parental Advisory y en versión editada hasta el lanzamiento de Masters Of The Sun Vol. 1. En la contraportada de la versión editada, «Skit 3» aparece correctamente después de «Communication».

## Recepción Crítica
Behind the Front recibió críticas generalmente favorables por parte de la crítica musical. Matt Conaway de AllMusic declaró: «Black Eyed Peas devuelven la positividad y la diversión al hip-hop. Desde el punto de vista musical, casi no hay ámbito que este grupo no toque: desde el principio, la inocencia estilística de "Fallin Up," con sus llamativos toques de guitarra, resume lo que es BEP. Marcus Reeves de Rolling Stone dio al álbum tres de cinco estrellas, afirmando: «Behind the Front ofrece una mezcla orgánica de melodías sampleadas e instrumentos en directo dirigida a aquellos de nosotros que buscamos un poco de iluminación con nuestro boogie bien engrasado». Tony Green de JazzTimes también proclamó que los Black Eyed Peas “proporcionan un chute de hip-hop musical que se eleva más allá de las meras discusiones de conciencia” que “suena, bueno droga, con una banda en directo acentuada por muestras inteligentes.”

## Lista de Canciones
- Todas las canciones están producidas por will.i.am, excepto donde se anota.

| N.º   | Título                                                          | Producers           | Duración |  |
| 1.    | «Fallin' Up» (contiene "Skit 1"; con Sierra Swan & Planet Swan) |                     | 5:09     |  |
| 2.    | «Clap Your Hands» (con Dawn Beckman)                            |                     | 4:57     |  |
| 3.    | «Joints & Jam» (con Ingrid Dupree)                              | Paul Poli will.i.am | 3:35     |  |
| 4.    | «The Way U Make Me Feel» (con Kim Hill)                         | C-Los will.i.am     | 4:19     |  |
| 5.    | «Movement» (contiene "Skit 2")                                  |                     | 4:42     |  |
| 6.    | «Karma» (con Einstein Brown)                                    |                     | 4:28     |  |
| 7.    | «Be Free» (con Kim Hill)                                        |                     | 4:06     |  |
| 8.    | «Say Goodbye» (con Dawn Beckman)                                |                     | 4:01     |  |
| 9.    | «Duet» (con Redfoo)                                             | will.i.am Lapin     | 4:21     |  |
| 10.   | «Communication» (contiene "Skit 3")                             |                     | 5:41     |  |
| 11.   | «What It Is» (con Kim Hill)                                     |                     | 4:45     |  |
| 12.   | «¿Que Dices?»                                                   |                     | 4:01     |  |
| 13.   | «A8»                                                            |                     | 3:52     |  |
| 14.   | «Love Won't Wait» (con Macy Gray)                               |                     | 3:35     |  |
| 15.   | «Head Bobs»                                                     | Lapin will.i.am     | 4:14     |  |
| 16.   | «Positivity» (inclye un outro oculto)                           |                     | 8:07     |  |
| 73:53 |                                                                 |                     |          |  |

## Miembros
- will.i.am - voz en todas las pistas; MPC 3000 en las pistas 1-3, 5, 6, 8-14 y 16; Fender Rhodes en las pistas 8 y 16; Hammond b3 organ en las pistas 2, 10 y 13; Moog en la pista 9; theremin en la pista 12; marimbas en la pista 9; melody phone en la pista 16.
- apl.de.ap - voz en todas las pistas excepto en la 4
- Taboo - voz en todas las pistas excepto 4, 7, 9 y 15

### Músicos
- Kevin Feyen - guitarra en las pistas 1, 5, 6 y 8-16
- Mike Fratantuno - bajo en las pistas 1-3, 5, 8, 10, 11, 13 y 16
- Terrence Yoshiaka - batería en la pista 5; percusión en las pistas 1 y 6
- Brian Lapin - Rhodes en las pistas 1, 5, 9, 11, 12 y 15; órgano Hammond b3 en la pista 11; bajo en la pista 9; Moog en las pistas 9, 11 y 16.
- Ramy Antoun - congas en la pista 6
- Darell Cross - batería en la pista 15
- J. Curtis - guitarra en la pista 4
- DJ Drez - giradiscos en la pista 15
- Carlos Guacio - Rodas y bajo en la pista 4
- Peter Kim - bajo en la pista 15
- DJ Motiv8 - giradiscos en las pistas 3 y 8
- Matt Nabours - violín en la pista 14
- Tommy O. - flauta en la pista 14
- Paul Poli - giradiscos en las pistas 3 y 7
- Miles Tackett - bajo en la pista 14 y violonchelo en la pista 5

### Voces invitadas
- Kim Hill - pistas 4, 7 y 11
- Dawn Beckman - pistas 2 y 8
- Einstien Brown - pista 6
- Ingrid Dupree - pista 3
- Redfoo - rap (pista 9)
- Macy Gray - pista 14
- Sierra Swan & Planet Swan - pista 1

## Charts
| Chart (1998)                            | Peak position |
| --------------------------------------- | ------------- |
| Estados Unidos (Billboard 200)          | 129           |
| Estados Unidos (Top Heatseekers Albums) | 3             |
| Estados Unidos (Top R&B/Hip-Hop Albums) | 37            |

| Chart (2009)   | Peak position |
| -------------- | ------------- |
| Francia (SNEP) | 149           |